# Jean-Jacques Kantorow
Jean-Jacques Kantorow (Cannes, 3 ottobre 1945) è un violinista e direttore d'orchestra francese, virtuoso del violino.

## Biografia
Kantorow è nato a Cannes, in Francia in una famiglia di origine russo-ebraica. Dall'età di 13 anni ha studiato al Conservatorio di Parigi con René Benedetti e nel 1960 ha vinto il primo premio di violino. Nel 1960 ha vinto dieci importanti premi internazionali, tra cui il primo premio nel concorso Carl Flesch (Londra), il Premio Paganini (Genova) e il Concorso Internazionale di Ginevra. Dal 1970 egli è stato notato per le sue esibizioni da solista in una gamma molto ampia di repertorio (dalla musica barocca a quella contemporanea) e come esecutore di musica da camera. Le sue registrazioni hanno vinto numerosi premi, tra cui il Grand Prix du Disque e il Grand Prix de l'Académie Franz Liszt.

Ha ricoperto incarichi dirigenziali presso i conservatori di Strasburgo e Rotterdam e presso il Conservatorio di Parigi, fino al suo ritiro dall'insegnamento del violino in Conservatorio. Egli continua ad insegnare privatamente e tenere corsi di perfezionamento.
Secondo Grove Music Online, "Kantorow ha una tecnica infallibile e una bellezza di tono che combina le migliori caratteristiche delle scuole francese e russa".
Suona un violino attribuito a Stradivari, l'"ex Leopold Auer", datato 1699.

## Direttore d'orchestra
Nel 1980 ha iniziato una carriera indipendente come direttore d'orchestra, diventando direttore principale dell'Auvergne Chamber Orchestra e successivamente dell'Ensemble Orchestral de Paris. Ha impegni di direzione di lunga data con altre orchestre europee, tra cui la Netherlands Chamber Orchestra, la Tapiola Sinfonietta di Finlandia, la Helsinki Chamber Orchestra, e l'Orchestra da Camera di Losanna. Dal 2004 al 2008 è stato direttore principale della Orquesta Ciudad de Granada in Spagna